# Jérôme Martin
 Jérôme-Michel-Francis Martin OFMCap (* 10. Juni 1941 in La Chapelle, Chambéry, Frankreich; † 4. Dezember 2009 in Limoges) war römisch-katholischer Ordenspriester und Bischof von Berbérati.

## Leben
Jérôme Martin trat der Ordensgemeinschaft der Kapuziner bei und legte am 26. Juni 1966 Profess ab. Er empfing am 29. Juni 1967 die Priesterweihe.
Von 1980 bis 1987 war er Apostolischer Administrator in Berbérati. Papst Johannes Paul II. ernannte ihn am 1987 zum Bischof des Bistums Berbérati in der Zentralafrikanischen Republik. Die Bischofsweihe spendete ihm am 24. Januar 1988 der Erzbischof von Chambéry, Claude Feidt; Mitkonsekratoren waren Hubert Marie Pierre Dominique Barbier, damaliger Bischof von Annecy und Edouard Mathos, damaliger Weihbischof im Bistum Bossangoa.
1991 nahm Papst Johannes Paul II. seinen altersbedingten Rücktritt an. Am 4. Dezember 2009 starb Bischof Martin. Er wurde in der Kirche von La Chapelle bestattet.